# Эмалан
Эмалан — коллагеновый гидрогель для ускорения заживления различных повреждений кожи и слизистых. Применяется в дерматологии, стоматологии и хирургии. Действующим веществом препарата является нативный трехспиральный коллаген — биополимер, выделенный методом, разработанным в лаборатории НИЦ ММА им. Сеченова.
Эмалан применяют: 
- в хирургии: при ожогах любого происхождения (кроме химических), необильно экссудирующих и кровоточащих ранах, трофических язвах, пролежнях, длительно незаживающих ранах, послеоперационных ранах, анальных трещинах;
- в дерматологии: любые бытовые повреждения кожи, укусы насекомых, домашних животных, лечение угревой болезни, комплексная терапия псориаза, демодекоз, себорея, предупреждение рубцов, восстановление после химических пилингов, лазерной эпиляции;
- в стоматологии: любые повреждения слизистой, гингивиты, пародонтиты, стоматиты, альвеолиты.

Эмалан является медицинским изделием, представляет собой коллагеновый гидрогель.